# Tagsdorf
Tagsdorf (elsässisch Dàgschdorf) ist eine französische Gemeinde mit 314 Einwohnern (Stand 1. Januar 2022) im Département Haut-Rhin in der Region Grand Est (bis 2015 Elsass). Sie ist Mitglied des Gemeindeverbandes Sundgau.

## Geografie
Die Gemeinde Tagsdorf liegt im Sundgau, etwa fünf Kilometer östlich von Altkirch und 20 Kilometer südlich von Mülhausen. Das Dorf liegt am Fuß des Steilanstiegs der D419 und an der Einmündung des Riethgrabenbaches in den Wahlbach, der bei Emligen den Thalbach erreicht. 
Nachbargemeinden von Tagsdorf sind Obermorschwiller im Norden, Heiwiller im Osten, Hausgauen im Südosten, Schwoben im Süden sowie Wittersdorf und Emlingen im Westen.

## Geschichte
1380 erwähnt als „Tagsdorff“, unsicher als Dachs-Dorf gedeutet. Das Ortswappen und die Skulptur „La gorge du blaireau“ von Stéfane Perraud (2016) nehmen darauf Bezug.
Bis 1324 war Tagsdorf unter der Herrschaft der Grafen von Pfirt und ging dann durch die Heirat der Johanna von Pfirt mit Herzog Albrecht von Österreich an die Habsburger. Im Westfälischen Frieden 1648 kam es an die französische Krone. Von 1871 bis 1919 gehörte Tagsdorf als Teil des Reichslandes Elsaß-Lothringen zum Deutschen Reich und war dem Kreis Altkirch im Bezirk Oberelsaß zugeordnet. 
Bis zu Beginn des 20. Jahrhunderts wichtige Relais-Station für die Fuhrwerke vor dem steilen Straßenanstieg: mehrere Herbergen, Bereitstellung von Vorspannpferden. Im 19. Jahrhundert gab es in Tagsdorf zwei Ziegeleien.
Im Ersten Weltkrieg wurde Tagsdorf bekannt durch ein Reitergefecht. Im Zweiten Weltkrieg war in Tagsdorf zeitweise der Kommandoposten von General Adrien Gruss.

## Bevölkerungsentwicklung
| Jahr      | 1910 | 1962 | 1968 | 1975 | 1982 | 1990 | 1999 | 2006 | 2017 |
| Einwohner | 239  | 194  | 211  | 201  | 202  | 262  | 312  | 323  | 294  |

## Sehenswürdigkeit
Sankt-Blasius-Kirche von 1864,  neuromanische Turmobergeschosse und Turmspitze 1893. Rinckenbach-Orgel von 1867

Einige gut erhaltene Fachwerkhäuser: An der Rue de Bâle Nr. 1 und 3 zwei Häuser in Stockwerkbauweise aus der Zeit um 1800 mit engmaschigem, auf Symmetrie bedachtem Fachwerk, wie es im 19. Jahrhundert üblich wird, dagegen Nr. 20 an der Rue Principale ein eher altertümliches, weitabständiges Fachwerk, Nr. 19 ein ursprünglich in der altertümlichen Ständerbauweise errichtetes Haus.  

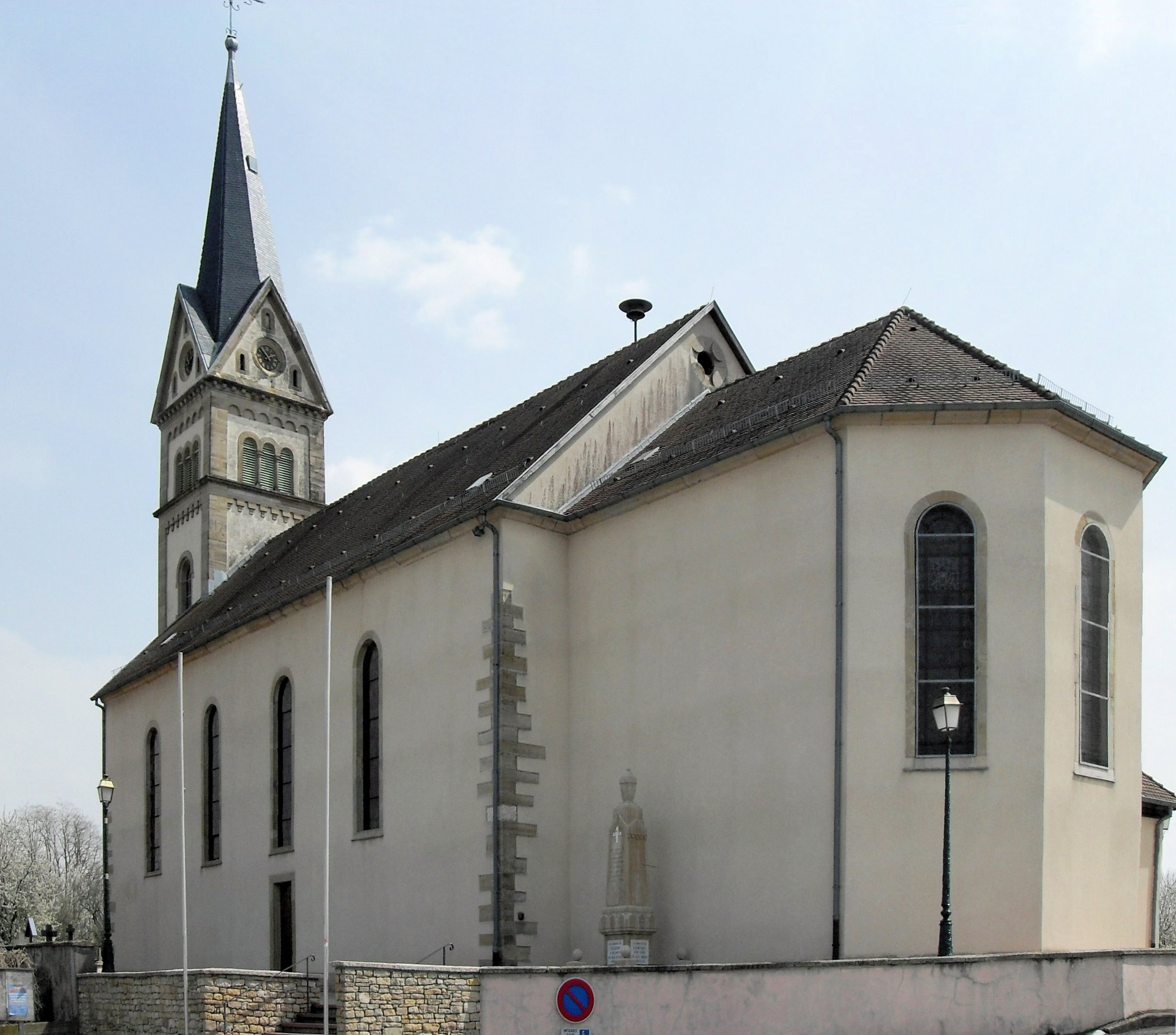
Kirche St. Blasius

## Nachweise
1. ↑  Gemeindeverzeichnis Deutschland 1900 – Kreis Altkirch